# Abhedananda

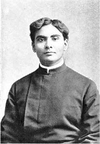
Swami Abhedananda (1866-1939)

Abhedananda, swami Abhedananda (1866–1939) – indyjski mnich hinduistyczny z zakonu swamich, uczeń śri Ramakryszny Paramahansy z Kalkuty. Założyciel Ramakrishna Vedanta Society i pisma Visvavani, autor Gospel of Ramakryszna - opracowania pięciotomowego dzieła Mahendranatha Gupty o naukach Śri Ramakryszny Paramahansy.

## Życiorys
Jako syn Rasiklal Chandra i Nayantara Devi nosił imię Kaliprasad Chandra. Po śmierci rodziców formalnie przyjął święcenia w zakonie dasanamisawmi. Był przyjacielem Swamiego Wiwekanandy. Odbywał pielgrzymki do świętych miejsc hinduizmu, spotykając takie znane osoby jak Paohari Baba, Trailanga Swami i Swami Bhaskaranand. Znany jest z propagowania nauk wedanty w USA, gdzie przebywał w latach 1897 - 1921 po czym powrócił do Indii.
Od 1922 podróżował po Himalajach, studiując buddyzm i buddyzm tybetański. W Hemis Monastery odnalazł manuskrypt zawierający informacje o Jezusie. Relacje z wędrówek i studiów opisał w książce 
Swami Abhedananda's Journey Into Kashmir & Tibet wydanej przez Ramakrishna Vedanta Math w Kalkucie.
Był założycielem Ramakrishna Vedanta Society (1923) znanego obecnie jako Ramakrishna Vedanta Math, którego placówkę w Dardżylingu otworzył w 1924 roku. Od 1927 rozpoczął publikację pisma Visvavani- miesięcznika Ramakrishna Vedanta Society, wydawanego do chwili obecnej.